# São Pedro (Angra do Heroísmo)
São Pedro is een plaats (freguesia) in de Portugese gemeente Angra do Heroísmo en telt 3638 inwoners (2001). De plaats ligt op het eiland Terceira, onderdeel van de Azoren.

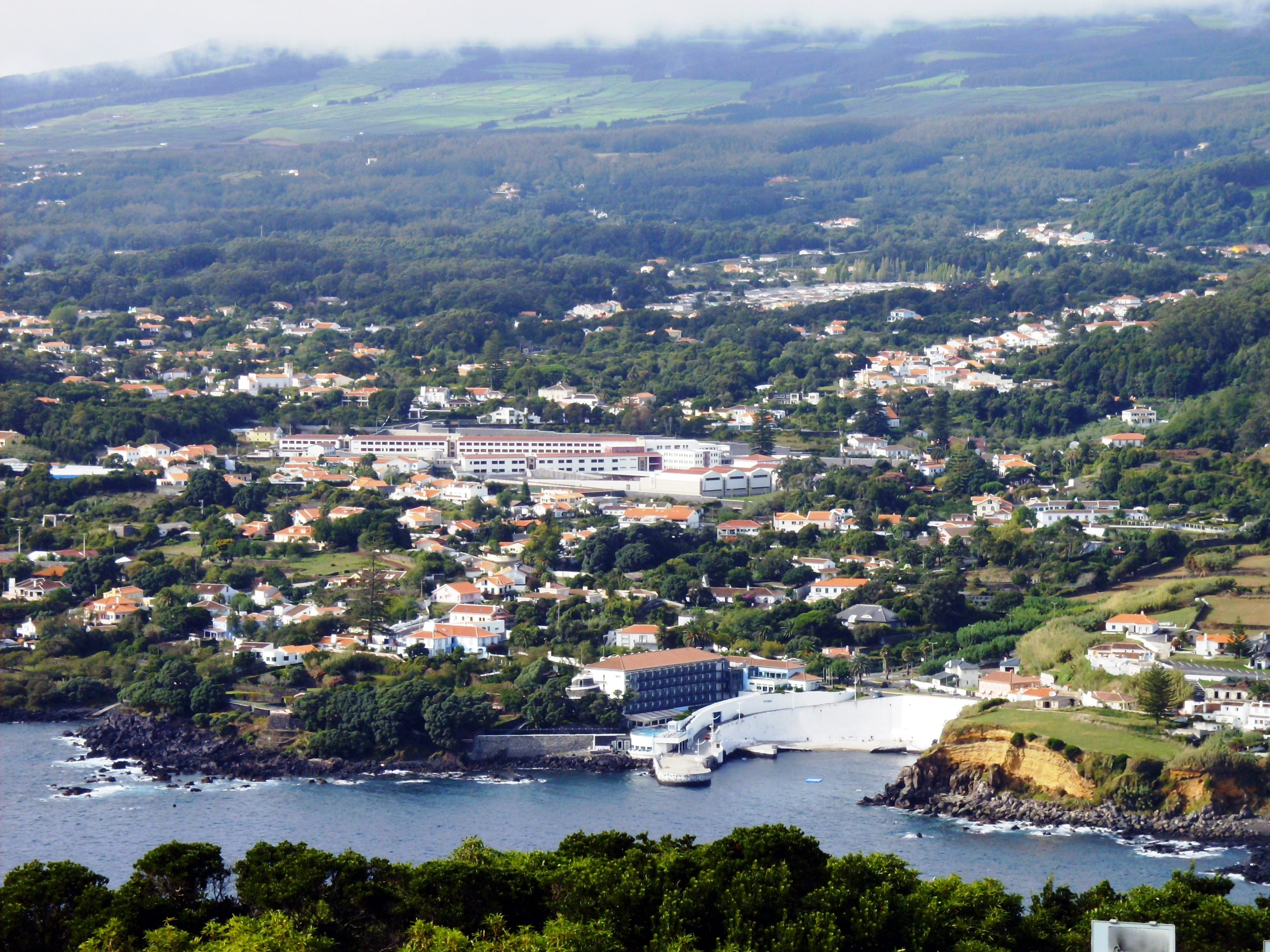
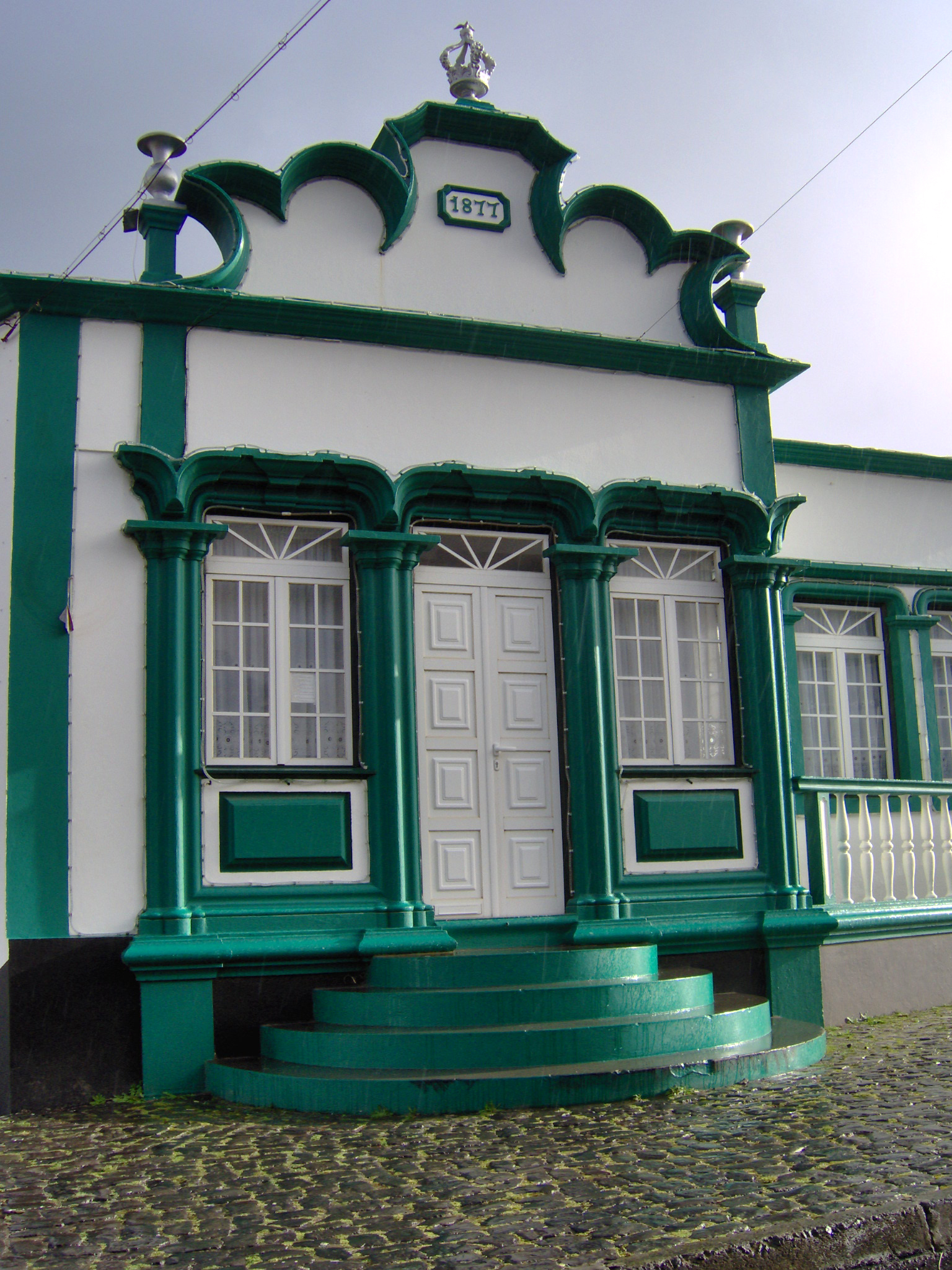
Império do Divino Espírito Santo
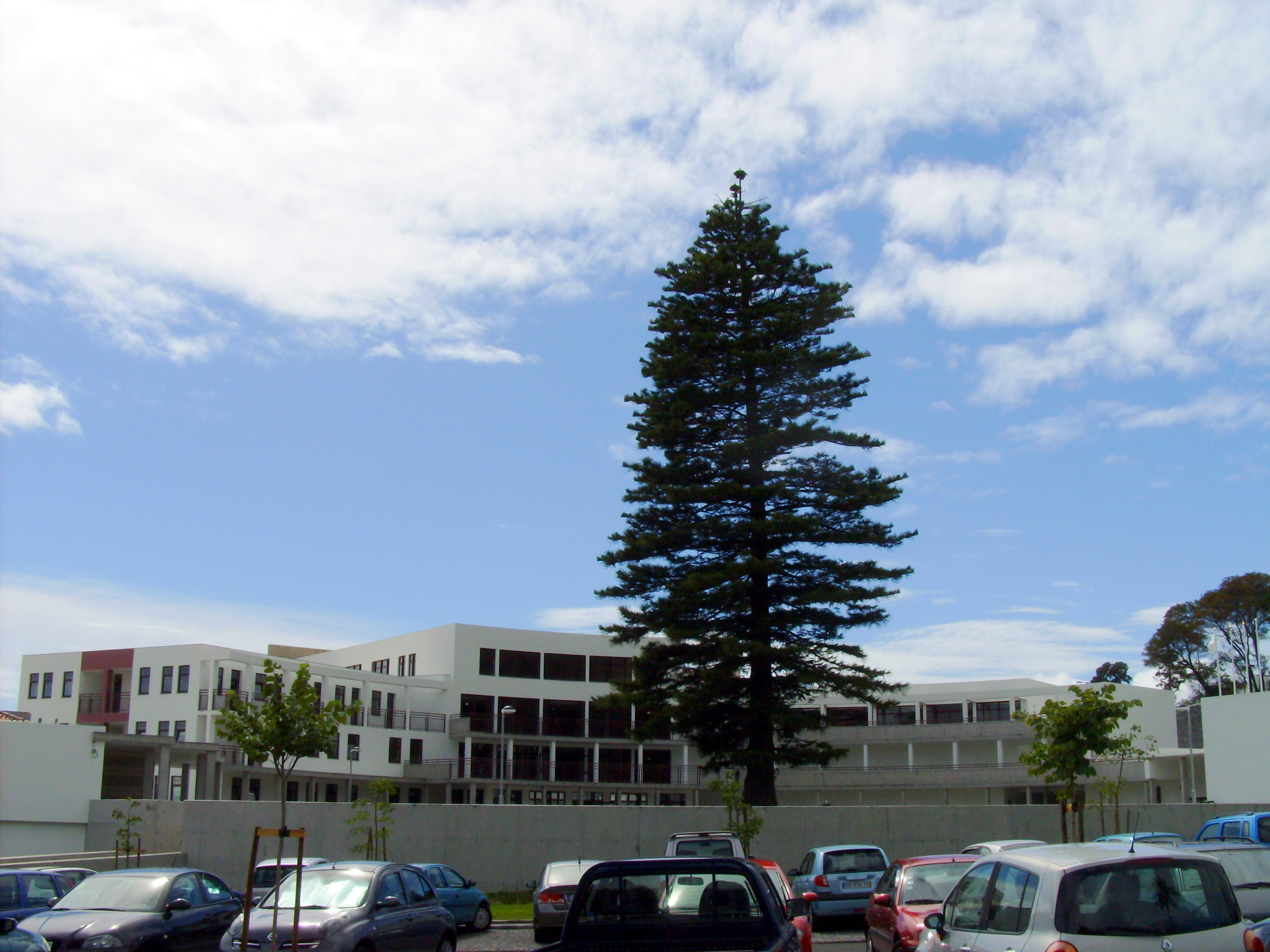